# Kurt Findeisen
Kurt Findeisen ist ein ehemaliger deutscher Fußballtrainer, der im Bereich des DDR-Fußballs tätig war. 1955 trainierte er den DDR-Oberligisten BSG Rotation Babelsberg.

## Sportliche Laufbahn
Im Dezember 1949 führte der Deutsche Sportausschuß der DDR unter der Leitung von Ex-Nationalspieler Helmut Schön in Leipzig ein 18-tägigen Lehrgang für Fußball-Übungsleiter durch. Unter den 30 Teilnehmern, jeweils bekannte Fußballspieler, befand sich auch der Hallenser Kurt Findeisen. 
Erstmals als Trainer im DDR-weiten Fußballspielbetrieb tauchte Findeisen in der Saison 1950/51 bei der Betriebssportgemeinschaft (BSG) Mechanik Jena auf. Als Aufsteiger in die zweitklassige DDR-Liga durchlebten die Jenaer eine turbulente Saison mit mehreren Trainerwechseln. Als Vierter in der Folge übernahm Kurt Findeisen zum Saisonende die BSG Mechanik und sicherte ihr den Klassenerhalt. 1951/52 konsolidierte er die Mannschaft, die nun als BSG Motor auflief, und führte sie zum Aufstieg in die DDR-Oberliga. Die BSG Motor war der Oberliga jedoch nicht gewachsen. Bereits nach acht Spieltagen der Saison 1952/53 kam es zwischen der BSG und Findeisen zum Zerwürfnis, in dessen Folge er als Trainer abgelöst wurde.  
Findeisen wechselte zur BSG Motor Süd Brandenburg, deren Fußballmannschaft gerade in die DDR-Liga aufgestiegen war. In ihrer ersten Saison führte er sie 1953 auf Rang sechs unter dreizehn Mannschaften. Nach der Hinrunde der Saison 1953/54 stand die BSG Motor Süd auf dem letzten Tabellenplatz und Findeisen wurde entlassen. Zur Spielzeit 1954/55 übernahm er den DDR-Liga-Aufsteiger BSG Motor Warnowwerft Warnemünde. Mit ihm erreichte er Platz 9, der jedoch nicht zur Qualifikation für die DDR-Liga 1956 reichte, da die Liga von drei Staffeln auf eine Staffel reduziert wurde. Letzte Station im höherklassigen Fußball war die BSG Rotation Babelsberg. Findeisen übernahm die DDR-Oberliga-Mannschaft im Herbst 1955, als im DDR-Fußball eine Übergangsrunde zum Wechsel in das Kalenderjahrsystem ausgetragen wurde. Bei seinem Vorhaben, die überalterte Mannschaft zu verjüngen stieß er auf erheblichen Widerstand und gab nach dem Ende der Übergangsrunde die Trainertätigkeit auf. 
Anschließend trat er im höheren Ligenbereich nicht mehr in Erscheinung. In den Spielzeiten 1958 und 1959 trainierte er in der drittklassigen II. DDR-Liga noch einmal die BSG Motor Süd Brandenburg.